# 何潔柔
何潔柔（2007年5月30日—），臺灣童星，臺灣台北市出生，作品有包括《女人30情定水舞間》（飾演陸佳芮(芮芮)）在內的40多部電視劇、5部電影與8部電視電影、40幾部廣告、快20部微電影等，2015年在崔震東導演拍攝、任達華主演的電影《樓下的房客》中飾演王小妹。

## 影视作品

### 電視劇／網路劇
| 年份 | 戲劇名稱                   | 電視台                 | 角色                                    |
| 2013 | 春暖向陽天                 | 大愛                   | 吳明旋（小時候）                        |
| 2013 | 菩薩到我家                 | 大愛                   | 小美（小時候）                          |
| 2014 | GTO TAIWAN                 | 八大                   | 吳曉玫（小時候）                        |
| 2014 | 女人30情定水舞間           | 三立都會台、東森綜合台 | 陸佳芮（芮芮）                          |
| 2014 | 新世界                     | 台視                   | 林紫嫣-小草（小時候）                   |
| 2014 | 終極惡女                   | 八大                   | 小颺（小時候）                          |
| 2014 | 南國小太陽                 | 大愛                   | 顏淑蕙（小時候，輕度智能障礙+語言障礙） |
| 2015 | 莫非，這就是愛情           | 三立都會台             | 關曉彤（小時候）                        |
| 2015 | 愛上哥們                   | 台視、三立都會台       | 范小菁（小時候）                        |
| 2015 | 戀愛鄰距離                 | 三立都會台、東森綜合台 | 莫洆湞（小時候）                        |
| 2016 | 我家是戰國                 | 八大綜合台             | 曾曉燕（小時候）                        |
| 2016 | 火車情人                   | 華視                   | 趙若桐（桐桐）                          |
| 2016 | 必勝練習生                 | 台視、東森綜合台       | 池若伊                                  |
| 2016 | 白鷺鷥的願望               | 三立台灣台             | 刘欣怡                                  |
| 2016 | 狼王子                     | 台視、三立都會台       | 田蜜蜜（小時候）                        |
| 2016 | 多桑の純萃年代             | 中視                   | 高敏敏（敏敏）                          |
| 2017 | 甘味人生                   | 三立台灣台             | 何蓁臻（小豬妹）                        |
| 2017 | 牡丹花開                   | 台視                   | 娃娃（米娜女兒）                        |
| 2017 | 只為你停留                 | 三立都會台             | 蘇亮云（小時候）                        |
| 2017 | 幸福來了                   | 民視                   | 白宥希（Apple）                         |
| 2017 | 真情之家                   | 三立都會台             | 項一柔（小時候）                        |
| 2018 | 在愛之外                   | 大愛                   | 陳品諺（幼年）                          |
| 2018 | 幸福 遲到了                | 大愛                   | 曹展愛（小時候）                        |
| 2018 | 炮仔聲                     | 三立台灣台             | 徐安安                                  |
| 2019 | 我是顧家男                 | 八大                   | 徐雙雙（小時候）                        |
| 2019 | 愛情白皮書                 | 東森                   | Denise                                  |
| 2019 | 鑑識英雄II 正義之戰        | 中視                   | 梁遇（小時候）                          |
| 2019 | 天堂的微笑                 | TVBS歡樂台             | 楊令悠（幼年）                          |
| 2020 | 覆活                       | 台視、八大戲劇台       | 畢克葳（小時候）                        |
| 2020 | 我家的美好時光             | 大愛                   | 冷春菊（小時候）                        |
| 2020 | 生生世世                   | 台視                   | 秀瑩（小時候）                          |
| 2020 | 歲歲年年                   | 大愛                   | 張品依（小時候）                        |
| 2020 | 迎風而立                   | 大愛                   | 阿姿                                    |
| 2021 | 比悲傷更悲傷的故事：影集版 | Netflix                | 宋媛媛妹妹                              |
| 2023 | 模仿犯 (2023年電視劇)      | Netflix                | 劉芳欣                                  |
| 2024 | 你準備萌芽了嗎？           | 大愛                   | 鄭麗華（小時候）                        |
| 2024 | 完全省錢戀愛手冊           | TVBS                   | 孫佳莉（小時候）                        |
| 2024 | 生日快樂                   | 大愛                   | 美華（小時候）                          |
| 2024 | 我們六個                   | 大愛                   | 林青瑩（小時候）                        |

### 電影
| 年份 | 電影名稱   | 角色           | 性質                                              |
| 2013 | 鐵獅玉玲瓏 | 小女孩         | 廟口亂跑被帶去戲台上.因要撿棒棒糖墜樓被林尚智救起 |
| 2015 | 傻瓜向錢衝 | 陳圓圓         | 阿寶女兒                                          |
| 2016 | 樓下的房客 | 王小妹         | 王先生的女兒                                      |
| 2017 | 目擊者     | 被綁架的小女孩 | 被綁架的小女孩，                                  |
| 2020 | 練愛iNG    | 小蘋果         | 童星                                              |

### 電視電影／網路電影
| 年份 | 類型               | 片名           | 角色           | 性質         |
| 2013 | 緯來電影台         | 超級夥伴       | 小樂樂         | 阿彬女兒     |
| 2015 | 中視電視電影       | 一個角落       | 妙妙           | 徐靜安女兒   |
| 2018 | 愛奇藝網路電影     | 艋舺之江湖再現 | 喬安（小時候） | 女主角小時候 |
| 2018 | 公視新創電影       | 年尾巴         | 楊嵐           | 女主角       |
| 2018 | 公視人生劇展       | 淚滴卡卡       | 機場出國小女孩 |              |
| 2019 | 華視金選劇場       | 寸尺           | 廖春池（童年） | 女主角小時候 |
| 2020 | 公視人生劇展       | 小春與豬排     | 小春           | 主演         |
| 2021 | 觀樹基金會成龍濕地 | 我的迷鳥媽媽   | 蒂塔           | 主演         |

## 電視節目作品
- MOMO玩玩樂-第3季跟第4季
- MOMO小玩家-小主持人
- 青春好7淘-小主持人 （页面存档备份，存于）
- 麥當勞30週年經典廣告歌曲，重溫兒時的幸福回憶 （页面存档备份，存于）
- 今晚不一樣-麥當勞 （页面存档备份，存于）
- 返鄉篇-麥當勞  （页面存档备份，存于）
- 福斯汽車 2013  （页面存档备份，存于）
- 義美食品 2013 （页面存档备份，存于）
- hola 2013  （页面存档备份，存于）
- 正新大和器鋁門窗 2013 （页面存档备份，存于）
- 正新大和器-新年快樂2013  （页面存档备份，存于）
- 樂亦康 2013 （页面存档备份，存于）
- 兒童博覽會廣告 2013  （页面存档备份，存于）
- 黑松汽水sp 2015 （页面存档备份，存于）
- 2015-3月勸奉堂補中益氣丸
- 2015-9月東極政府漁業
- 菲律賓建案+平面
- 建案
- 2016-2月三凌電機冷氣
- 2017-3月Live 戶動美語
- 2017天晴能源
- 2017-6月淡水紅樹林
- 2017麗嬰編織家政機sanrio 美樂蒂毛線編織機
- 2018樂高
- 2020芊芊教育
- 2022康是美專屬的家庭保健專家
- 2023綜藝大熱門童星登大人

## MV作品
- 蝴蝶姐姐-甜蜜天使 （页面存档备份，存于）
- LOVE-大小姐 （页面存档备份，存于）
- 惦惦-黃乙玲 （页面存档备份，存于）
- 稻草-鄭茵聲 （页面存档备份，存于）
- 耳朵-李榮浩 （页面存档备份，存于）

## 外部連結
- 何潔柔的Facebook專頁
- 何潔柔的Instagram帳戶